# Скотт, Тим
Тимоти Юджин «Тим» Скотт (англ. Timothy Eugene "Tim" Scott; род. 19 сентября 1965, Норт-Чарлстон, Южная Каролина) — американский политик из Республиканской партии. Сенатор США от штата Южная Каролина с 2013 года, представлял 1-й избирательный округ Южной Каролины в Палате представителей США с 2011 по 2013 год.

## Биография
С 1983 по 1984 год учился в Пресвитерианском колледже в Клинтоне, в 1988 году получил степень бакалавра политологии в Университете Чарлстон Саутерн. Скотт владел страховым агентством, работал финансовым консультантом. С 1995 по 2008 год был членом совета округа Чарлстон, возглавил совет в 2007 году. В 1996 году неудачно баллотировался в Сенат Южной Каролины. С 2009 по 2011 год — член Палаты представителей своего штата.
Он стал первым сенатором-афроамериканцем США от республиканцев после Эдварда Брука, срок полномочий которого закончился в 1979 году, и единственным сенатором-афроамериканцем в Конгрессе 113-го созыва.
В январе 2018 года Тим Скотт стал одним из 36 сенаторов-республиканцев, подписавших письмо к Дональду Трампу с просьбой сохранить соглашение о Североамериканской зоне свободной торговли, модернизируя его для экономики XXI века.